# ルーキー・オブ・ザ・イヤー (MotoGP)
本項目では、ロードレース世界選手権 (MotoGP) におけるルーキー・オブ・ザ・イヤーについて解説する。

## 定義
ロードレース世界選手権では、各クラスごとに年間ランキングが最も上位の新人ライダーにルーキー・オブ・ザ・イヤー賞が授与される。「ルーキー」の公式な定義は、2009年7月にグランプリコミッション（ドルナ、FIM、IRTA、MSMAにより構成される委員会）から発表された。それによると、
- フルシーズン出場を前提にチームと契約を結んだライダーのうち、同一クラスにおいて過去に1シーズンあたり8戦を超えて出場した経験がない者。

- 500ccクラスとMotoGPクラスは、上記の「同一クラス」として扱う[2]。

となっている。なお、この条件は2010年シーズンより導入されたルール、
- MotoGPクラスにおいては、ルーキーはワークスチームからの参戦を禁止する。

においても適用される。

## ルーキー・オブ・ザ・イヤーの受賞者
1990年以降の各シーズン・クラスごとのトップルーキーについて、その年の総合ランキングと共に記す。バレンティーノ・ロッシ、ダニ・ペドロサ、マーベリック・ビニャーレスは3クラス全てで、加藤大治郎、中野真矢、原田哲也、マックス・ビアッジ、ジョン・コシンスキーは参戦経験のある2クラス両方で受賞を果たしている。
| 年     | 125cc                        | 125cc | 250cc                            | 250cc | 500cc                      | 500cc  |
| 年     | ライダー                     | 順位  | ライダー                         | 順位  | ライダー                   | 順位   |
| ------ | ---------------------------- | ----- | -------------------------------- | ----- | -------------------------- | ------ |
| 1990年 | ロリス・カピロッシ           | 1位   | ジョン・コシンスキー             | 1位   | ジャン＝フィリップ・ルジア | 8位    |
| 1991年 | 上田昇                       | 5位   | ピエールフランチェスコ・キリ     | 7位   | ジョン・コシンスキー       | 4位    |
| 1992年 | カルロス・ジロJr.            | 12位  | マックス・ビアッジ               | 5位   | アレックス・クリビーレ     | 8位    |
| 1993年 | 辻村猛                       | 3位   | 原田哲也                         | 1位   | ダリル・ビーティー         | 3位    |
| 1994年 | ステファノ・ペルジーニ       | 7位   | ラルフ・ウォルドマン             | 5位   | アルベルト・プーチ         | 5位    |
| 1995年 | 眞子智実                     | 8位   | ケニー・ロバーツJr.              | 8位   | ロリス・カピロッシ         | 6位    |
| 1996年 | バレンティーノ・ロッシ       | 9位   | 宇川徹                           | 5位   | スコット・ラッセル         | 6位    |
| 1997年 | ロベルト・ロカテリ           | 8位   | 青木治親                         | 8位   | 青木宣篤                   | 3位    |
| 1998年 | マルコ・メランドリ           | 3位   | バレンティーノ・ロッシ           | 2位   | マックス・ビアッジ         | 2位    |
| 1999年 | シモーネ・サンナ             | 8位   | 中野真矢                         | 4位   | 原田哲也                   | 10位   |
| 2000年 | アレックス・デ・アンジェリス | 18位  | 加藤大治郎                       | 3位   | バレンティーノ・ロッシ     | 2位    |
| 2001年 | ダニ・ペドロサ               | 8位   | ランディ・ド・プニエ             | 13位  | 中野真矢                   | 5位    |
| 年     | 125cc                        | 125cc | 250cc                            | 250cc | MotoGP                     | MotoGP |
| 2002年 | ミカ・カリオ                 | 10位  | トニ・エリアス                   | 4位   | 加藤大治郎                 | 7位    |
| 2003年 | ケーシー・ストーナー         | 8位   | マヌエル・ポジャーリ             | 1位   | ニッキー・ヘイデン         | 5位    |
| 2004年 | マティア・パシーニ           | 15位  | ダニ・ペドロサ                   | 1位   | ルーベン・チャウス         | 11位   |
| 2005年 | 小山知良                     | 8位   | アンドレア・ドヴィツィオーゾ     | 3位   | トニ・エリアス             | 12位   |
| 2006年 | ブラッドリー・スミス         | 19位  | 青山周平                         | 8位   | ダニ・ペドロサ             | 5位    |
| 2007年 | ポル・エスパルガロ           | 9位   | アルバロ・バウティスタ           | 4位   | シルバン・ギュントーリ     | 16位   |
| 2008年 | スコット・レディング         | 11位  | マティア・パシーニ               | 8位   | ホルヘ・ロレンソ           | 4位    |
| 2009年 | ジョナス・フォルガー         | 12位  | ラファエレ・デ・ロサ             | 6位   | ミカ・カリオ               | 15位   |
| 年     | 125cc                        | 125cc | Moto2                            | Moto2 | MotoGP                     | MotoGP |
| 2010年 | アルベルト・モンカヨ         | 13位  | ―                                |       | ベン・スピーズ             | 6位    |
| 2011年 | マーベリック・ビニャーレス   | 3位   | マルク・マルケス                 | 2位   | カル・クラッチロー         | 12位   |
| 年     | Moto3                        | Moto3 | Moto2                            | Moto2 | MotoGP                     | MotoGP |
| 2012年 | アレックス・リンス           | 5位   | ヨハン・ザルコ                   | 10位  | ステファン・ブラドル       | 8位    |
| 2013年 | アレックス・マルケス         | 4位   | ジョーディ・トーレス             | 10位  | マルク・マルケス           | 1位    |
| 2014年 | エネア・バスティアニーニ     | 9位   | マーベリック・ビニャーレス       | 3位   | ポル・エスパルガロ         | 6位    |
| 2015年 | ホルヘ・ナバロ               | 7位   | アレックス・リンス               | 2位   | マーベリック・ビニャーレス | 12位   |
| 2016年 | ジョアン・ミル               | 5位   | シャビ・ビエルヘ                 | 20位  | エステベ・ラバト           | 21位   |
| 2017年 | 佐々木歩夢                   | 20位  | フランチェスコ・バニャイア       | 5位   | ヨハン・ザルコ             | 6位    |
| 2018年 | ジャウマ・マシア             | 13位  | ジョアン・ミル                   | 6位   | フランコ・モルビデリ       | 15位   |
| 2019年 | セレスティーノ・ビエッティ   | 6位   | ファビオ・ディ・ジャンアントニオ | 9位   | ファビオ・クアルタラロ     | 5位    |
| 2020年 | ジェレミー・アルコバ         | 11位  | アロン・カネット                 | 14位  | ブラッド・ビンダー         | 11位   |
| 2021年 | ペドロ・アコスタ             | 1位   | ラウル・フェルナンデス           | 2位   | ホルヘ・マルティン         | 9位    |
| 2022年 | ディオゴ・モレイラ           | 8位   | ペドロ・アコスタ                 | 5位   | マルコ・ベツェッキ         | 14位   |
| 2023年 | ダビド・アロンソ             |       | セルジオ・ガルシア               |       | アウグスト・フェルナンデス |        |